# José Carrete
José Carrete de Julián (født 5. april 1951 i Turón, Spanien) er en spansk tidligere fodboldspiller (forsvarer).
Carrete startede sin karriere hos Real Oviedo, men skiftede i 1976 til Valencia. Her spillede han de følgende syv år, og var med til at vinde pokalturneringen Copa del Rey med klubben i 1979, mens det året efter blev til sejr i både Pokalvindernes Europa Cup og UEFA Super Cuppen.
For Spaniens landshold spillede Carrete to kampe, en venskabskamp mod Italien 25. januar 1978 og en EM-kvalifikationskamp mod Rumænien 15. november samme år.

## Titler
Copa del Rey
- 1979 med Valencia

Pokalvindernes Europa Cup
- 1980 med Valencia

UEFA Super Cup
- 1980 med Valencia